# EZニュースEX
EZニュースEX（イージー ニュース イーエックス）は、KDDI、沖縄セルラー電話、朝日新聞社、テレビ朝日の3社が、KDDIおよび沖縄セルラー電話の各au携帯電話向けに行っていたニュース配信サービス。2019年12月16日に配信サービスを終了した。

## 概要
2008年の3社の提携により生まれたサービスである。EZニュースフラッシュの延長上に当たるサービスで、BCMCSによるマルチキャスト方式を利用し、最新ニュースや芸能ニュース、交通情報、占い等の記事や動画を配信している。 2009年5月25日のau携帯電話の新機種・新サービス発表会で公式に発表され、同年6月11日からサービス開始となった。当初の対応機種は、2009年夏モデルの東芝製端末2機種のみであったが、同年9月1日以降、EZアプリだけでなくEZwebでも利用できるようになり、CDMA 1Xシリーズおよび簡単ケータイ W62PT、mamorino（KYY01）、スマートフォンのE30HTを除く2007年以降に発売されたCDMA 1X WINに対応したau携帯電話で使えるようになった。

## 利用料金
- サービス料：250円（月額、消費税抜）
- 通信費：無料。（ただし、EZweb版と、EZアプリ版での手動受信時は有料。）

## アプリ版での対応機種（2010年2月現在）
※原則的にKCP+が必須となる。☆印が付与された機種はiidaブランドの機種。
- T002（TS002）
- biblio（TSY01）
- PLY（TSX04）☆
- T003（TS003）
- SH003（AQUOS SHOT）
- SH005
- SH006（AQUOS SHOT）
- SA001
- CA003（EXILIMケータイ）
- BRAVIA Phone U1（SOY02）
- URBANO BARONE（SOY03）
- E08T

## auニュースEX for auスマートパス
auのAndroidスマートフォン向けのサービスで、スマートフォンにプリインストールされているauニュースEXとは別のアプリで、auスマートパス加入者専用のサービスとなる。料金はauスマートパスの利用料390円のみとなる。なおauニュースEXのみ利用の場合は別料金となる。対応する機種はauのAndroidスマートフォン全機種。
後継サービスは「auヘッドライン」。

## 歴史
- 2009年5月25日 - auの2009年夏モデル発表会でサービスが発表される[2]。発表会の最中、北朝鮮による核実験実施の速報ニュースが、実際の端末上で流れる一幕があった。
- 2009年6月11日 - サービスが開始された。開始記念イベントには、テレビ朝日の女性アナウンサー5人も登場した。
- 2009年9月1日 - 対応機種が大幅拡大され、E30HT（スマートフォン）および簡単ケータイ W62PT、mamorino（KYY01）を除くごく一部の2006年秋冬モデルを含む2007年春モデル以降のCDMA 1X WIN対応端末（機種）でもサービス利用可能となった。ただし、iida Art Editions YAYOI KUSAMAシリーズを除く2009年夏モデル以降のKCP+に対応した東芝製端末以外の端末はアプリ版では対応せず、Web版のみの対応となる。対応機種はこちらを参照。
- 2010年1月29日 - アプリがアップデート。ニュース一覧がweb接続なしで閲覧可能なリンクに変更された。
- 2010年9月27日 - EZニュースEX会員が100万人突破[3]。
- 2019年12月16日 - 高速データ通信と高音質通話が可能な4G携帯電話の普及に伴って利用者数が減少していることを理由として、配信終了[1]。

## その他
- テレビ朝日の番組『やじうまテレビ!〜マルごと生活情報局〜』では、このサービスと連動した番組「やじマル×EZニュースEX」を毎回5:10から1分間放送していた。